# 新田勝江
新田 勝江（にった かつえ、1939年〈昭和14年〉5月8日 - 2003年〈平成15年〉5月2日）は、日本の女優。東京都出身。本名は鈴木 勝江。普連土学園高等部卒業。劇団俳優座に所属していた。同期は小美野欣士、島田太郎、砂塚秀夫、谷育子、中野誠也、西沢利明、長谷川哲夫、和田周。
2003年5月2日、肝臓癌のため死去。63歳没。

## 出演作品

### 映画
- 今年の恋（1962年）
- 白と黒（1963年）
- 四谷怪談（1965年）
- 獣の剣（1965年） - お秋
- 御用金（1969年）
- 影の車（1970年） - 団地の主婦
- 出所祝い（1971年） - お秋
- 忍ぶ川（1972年）
- 朝やけの詩（1973年） - まき

### テレビドラマ
- 秘めた相似（1961年、テレビ朝日）
- 帆綱の切れるとき（1961年、NHK）
- 女 - 禁断の花 -（1962年、テレビ朝日）
- 女の園 第57話「恋しらず」（1962年、NHK）
- 部長刑事（1964年、テレビ朝日）
  - 第283話「更生」
  - 第385話「野暮てん」
- 刑事（1965年、フジテレビ）
- 背広を買う（1965年、TBS）
- ウルトラQ 第13話「ガラダマ」（1966年） - 長谷先生
- 若者たち（1966年、フジテレビ）
- 今年の恋（1967年、TBS）
- 眠狂四郎（1967年、フジテレビ）
- ぜったい多数（1967年、日本テレビ）
- おやじ太鼓（1968年、TBS） - 初子
- 鬼平犯科帳（八代目松本幸四郎版）第9話「唖の十蔵」（1969年、NET / 東宝） - お磯
- 孤独のメス（1969年、TBS）
- 二人の世界（1970年、TBS） - 秀子
- ナショナルゴールデン劇場「葦の浮舟」（1971年、テレビ朝日）
- 肝っ玉かあさん第3シリーズ（1971年、TBS）
- 縁談（1971年、TBS）
- 水戸黄門第3部 第10話「泣く子にゃ勝てぬ黄門さま -吉田-」（1972年、TBS） - みや
- ありがとう 第2シリーズ（1972年 - 1973年、TBS） - 保姆
- 江戸の旋風（1975年、フジテレビ）
- 松本清張シリーズ・遠い接近（1975年、NHK） - 木賃宿の人びと
- 北の国から（1981年、フジテレビ）
- 松本清張の風の息（1982年、テレビ朝日）

### 舞台
- 幽霊はここにいる（1970年） - 市民、ファッションモデル
- 浮気のレッスン（1988年）
- ウルファスト
- 遠雷
- 家族な人々